# John James (politico)
John Edward James (Southfield, 8 giugno 1981) è un politico statunitense, membro della Camera dei Rappresentanti per lo stato del Michigan dal 2023.

## Biografia

### Formazione e primi anni
Nato a Southfield e cresciuto a Detroit, James frequentò la United States Military Academy e successivamente prestò servizio per otto anni nell'esercito, partecipando anche all'operazione Iraqi Freedom come pilota di Boeing AH-64 Apache. Due dei suoi compagni di corso all'accademia furono i deputati Wesley Hunt e Pat Ryan. Frequentò inoltre l'Università statale della Pennsylvania e l'Università del Michigan.
Nel 2012 James fu assunto dalla James Group International, di cui suo padre era amministratore delegato. Nel corso degli anni ricoprì i ruoli di direttore delle operazioni e, successivamente, presidente. Per il suo lavoro, fu nominato nella lista 30 in their thirties dal Detroit Business Journal nel 2012 e 40 under 40 dal Michigan Chronicle nel 2014.

### Vita politica

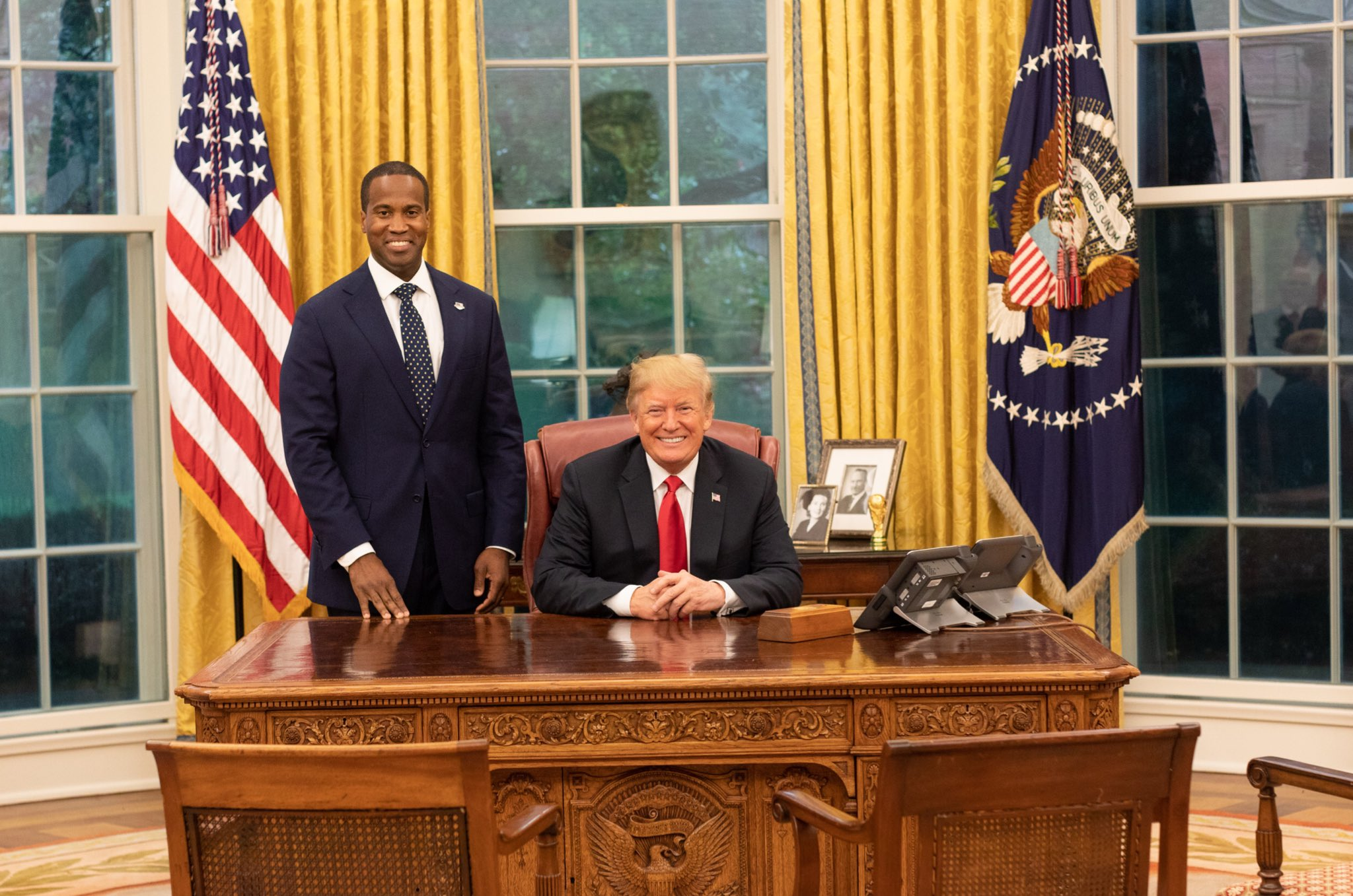
John James con Donald Trump nello Studio Ovale

Militante del Partito Repubblicano, nel 2018 fu tra i candidati al Senato che sfidarono la senatrice democratica in carica da tre mandati Debbie Stabenow. Undici giorni prima dello svolgimento delle primarie, John James ottenne l'appoggio pubblico di Donald Trump. Vinse la nomination repubblicana con il 55% delle preferenze, ma nelle elezioni generali perse contro la senatrice Stabenow con un margine di scarto di quasi sette punti percentuali.
Poco dopo, Bloomberg News riportò l'indiscrezione che Trump stesse considerando la figura di John James come possibile successore della dimissionaria Nikki Haley per il ruolo di ambasciatore presso le Nazioni Unite. In un primo momento Trump annunciò che la scelta fosse ricaduta sulla portavoce del Dipartimento di Stato Heather Nauert, la quale tuttavia rifiutò; Trump valutò nuovamente la nomina di James, ma alla fine il posto andò all'ambasciatrice Kelly Knight Craft.
Considerato il buon risultato ottenuto da James nelle precedenti elezioni al Senato, la sua figura venne rilanciata dalle fonti giornalistiche come possibile candidato al Senato nel 2020, contro il democratico Gary Peters. Fu riportato, inoltre, che il Partito Repubblicano stesse considerando James come avversario della deputata Haley Stevens. Nel giugno del 2019 fu lo stesso James ad annunciare la propria intenzione di candidarsi al Senato contro Peters.
In quella tornata elettorale, il Michigan era uno dei due territori, insieme all'Alabama, in cui un senatore democratico in carica cercava la rielezione in uno stato vinto da Trump in occasione delle presidenziali del 2016: Peters era pertanto ritenuto potenzialmente vulnerabile. Il giorno delle elezioni, l'agenzia di stampa Associated Press assegnò la vittoria a Peters, ma James si rifiutò di riconoscerla pubblicamente, comportamento che il senatore democratico definì "patetico". James asserì che le elezioni non fossero state amministrate correttamente e sostenne che ci fossero gli elementi per condurre delle indagini; raccolse 2 milioni di dollari per chiedere una revisione dei risultati, ma venne dichiarato sconfitto con uno scarto dell'1,7%. Il 24 novembre, James si congratulò pubblicamente con Peters per aver vinto la competizione.
Durante la campagna elettorale, aveva promesso di devolvere in beneficenza il 5% dei fondi raccolti. Annunciò di aver donato oltre 2 milioni rispetto ai 46 milioni totalizzati, mantenendo la parola data.
Nel 2022, John James si candidò alla Camera dei Rappresentanti, per un distretto congressuale riconfigurato. Al termine della campagna elettorale, sconfisse l'avversario democratico Carl Marlinga con un ristrettissimo margine di scarto, pari allo 0,49%. James divenne quindi deputato.

### Posizioni politiche

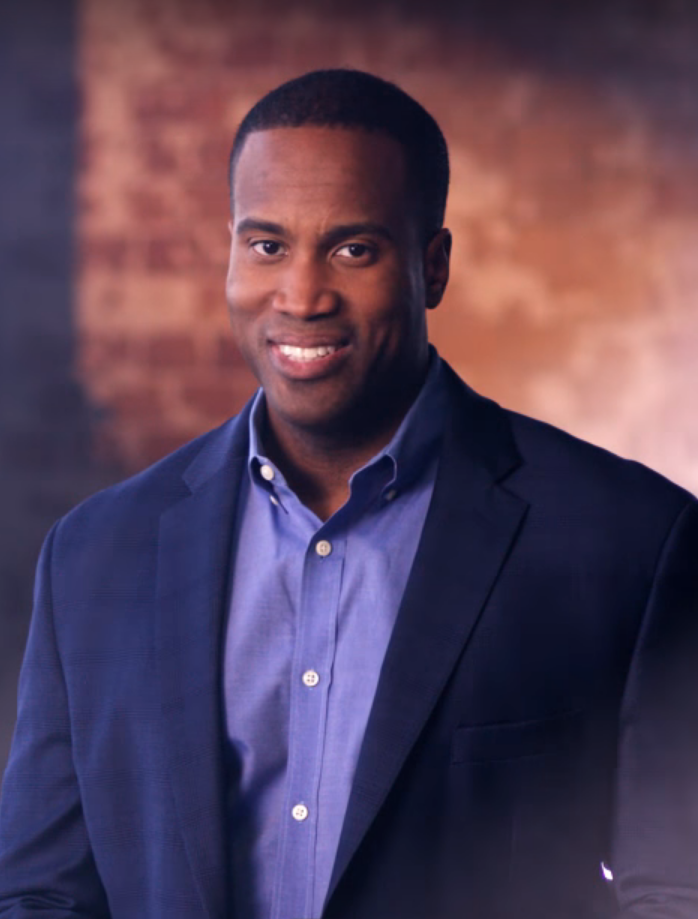
John James nel 2018

Durante la campagna per il Senato del 2018, John James si propose come un repubblicano antiabortista e difensore del secondo emendamento. Propose di tagliare i fondi a Planned Parenthood e paragonò la sentenza Roe contro Wade al genocidio. Affermò di essere contrario alla pena di morte, al licenziamento dei dipendenti in base all'orientamento sessuale e alla legalizzazione della marijuana.
Sostenne la propria contrarietà rispetto all'Obamacare, che definì "una mostruosità". Tuttavia, non prese immediatamente posizione rispetto alla decisione dell'amministrazione Trump di ricorrere in tribunale per lo stralcio totale della riforma. Interrogato in merito nel settembre del 2020, dichiarò di essere contrario all'azione legale senza proporre un'alternativa, ma non criticò i repubblicani per aver agito in via giudiziaria.
Alle primarie del 2016, era stato un sostenitore della candidatura di Ted Cruz, divenendo solo in seguito un supporter di Donald Trump. Durante la campagna elettorale del 2020, ottenne l'endorsement di Trump. Alla stampa venne fatto trapelare un file audio che riportava alcune esternazioni di James avvenute nel corso di un incontro con dei leader afroamericani: gli venne chiesto come mai non avesse mai preso posizione contro le visioni razziste di Trump, al che James rispose che secondo lui era inutile. Durante la campagna elettorale, i democratici cercarono di collegare la figura di James a quella di Trump, ma James cercò di affermare che la sua candidatura non era un referendum sull'operato di Trump. Sostenne, inoltre, di discendere da antenati che avevano vissuto la schiavitù.
Nel corso della campagna del 2020, James rifiutò di rispondere pubblicamente ad una serie di questioni, tra cui l'eventuale ridenominazione delle basi militare intitolate ai generali confederati e la nomina di un rimpiazzo alla Corte Suprema dopo la morte di Ruth Bader Ginsburg.

### Vita privata
Sposato con Elizabeth, è padre di tre figli. James riferì un episodio in cui, ai tempi in cui era ancora fidanzato con Elizabeth, venne tenuto sotto tiro da alcuni poliziotti in un centro commerciale; sostenne apertamente che, se non ci fosse stata la donna insieme a lui, avrebbe potuto essere ucciso e riferì di avere paura di essere ucciso ogni volta che viene fermato per un posto di blocco. Raccontò inoltre di essere stato vittima di offese razziste.